# Надзирачи
Надзирачи (енгл. Watchmen) јесу дванестоделни амерички стрип (касније и графички роман) британске креативне поставе коју чине сценариста Алан Мур, цртач Дејв Гибонс и колориста Џон Хигинс. Објавио га је Ди-Си комикс у периоду од 1968. до 1987. године, а сакупљен је 1987. године у једно издање као графички роман. Надзирачи потичу из једног нацрта приче који је Мур поднео Ди-Сију, а садржи ликове суперјунака које је компанија откупила од „Чарлтон комикса”. Међутим, пошто је Мур имао намеру да оствари слику о веома мрачном периоду — самим тим и да „помрачи” тек купљене ликове, — тадашњи главни уредник Дик Џордано је убедио Мура да уместо тога креира нове ликове који могу имате премисе Чарлтонових.
Мур је искористио причу као средство за одражавање тадашњих (а и садашњих) стрепњи, али и за деконструкцију и сатиру читавог концепта суперјунака као позитивних ликова без мане. Надзирачи приказују алтернативну повест у којој су се суперјунаци појавили четрдесетих и, доцније, шездесетих година 20. века, а њихово присуство променило је историју тако да су Сједињене Америчке Државе победиле у Вијетнамскоме рату, а афера „Вотергејт” никада није заживела. Радња се дешава у 1985. г. и земља клизи ка Трећем светском рату који ће се водити између САД и Совјетскога Савеза, а слободни костимирани осветници су забрањени законом и већина бивших суперјунака је сада у пензији или ради (прљаве) послове за владу. Прича је фокусирана на лични развој и моралну борбу протагониста док траје истрага о њиховом бившем колеги којега је управо влада САД извукла из пензије.
У креативном смислу, фокус Надзирача је на структури вињета у стрипу. Гибонс је користио распорет мреже од девет вињета на једној страни и то током свих 12 свезака. Додатно, он је уносио и понављајуће символе попут беџа у облику смешка на коме је капљица крви (која се односи на убиство једног од суперјунака с почетка). Једанаест (од 12) свезака на крају има додатни измишљени садржај у облику књига, публикација, новина и докумената који дају информације о прошлости, а наратив се у једном тренутку преплиће са стрипом у стрипу (Tales of the Black Freighter) који чита један тинејџер на улици, поред киоска с новинама. Прича је структуирана као нелинеарна приповест (нешто што ће Квентин Тарантино примењивати у својим филмовима), прескакајући место, време и заплет. На исти начин, читаве сцене и дијалог имају паралелу са другим дијалозима и сценама што даје синхроност, сличајност и поновљење радње (и/или грешке).
Графички роман је доживо комерцијални успех и добио је критичко признање како и у стручним медијима, тако и у општој штампи. Надзирачи су стављени у Тајмову листу 100 најбољих романа као један од најбољих романа објављених на енглескоме језику још од 1923. г. У ретроспективног прегледу, Бибисијев новинар Николас Барбер је описао овај роман као „тренутак у ком су стрипови одрасли.” Хрватски стрип колекционар и критичар Марко с канала Студирко оценио је био на сличном трагу када је рекао да је Мур са Надзирачима „скинуо комплекс ниже вредности” овог медија јер су до тада стрипови били дечја ствар која се превазилази у пубертету.
После слиних покушаја да се овај графички роман прилагоди играноме филмову, редитељ Зек Снајдер је успео да режира филм који је изашао 2009. г. Исте године је — планирано — објављена и видео-игра Watchmen: The End Is Nigh.
Ди-Си комикс је 2012. г. објавио мини-серију од девет преднаставака која је названа Before Watchmen (Пре Надзирача). Пет година доцније објављен је и Часовник судњег дана као ограничену дванаестоделну серију која представља наставак оригиналних Надзирача. Међутим, ни у једноме серијалу првобитни творци Мур и Гибонс нису учествовали. Часовник судњег дана је укључио и неке ликове из Ди-Сијевог универзуима као што су суперјунаци Супермен, Бетмен и Чудесна Жена. Телевизијска серија која се такође наставља на стрип обрађује време 34 година након краја стрипа. Мур ни у њој није учествовао, али Гибонс јесте и продукција ХБО је емитовала крајем 2019. г ту ТВ серију. Недуго затим, почело је да излази стрип Rorschach (Роршах) који се надовезује на споменуту ТВ серију. Написао га је Том Кинг, а почео је да излази 2020. г.
Мур је изразио незадовољство каснијим адаптацијама и затражио да Надзирачи не буду више прилагођавани будућим делима.

## Историја објављивања
Надзирачи су се први пут појавили 1985. г. у Ди-Си спотлајту на 50. годишњицу Ди-Си комикса. На крају су објављени као дванаестоделна макси-серија стрипова Ди-Си комикса излазивши од септембра 1986. до октобра 1987. г.
Године 2005. Ди-Си је објавио апсолут издање Надзирача великога формата у тврдоме повезу. То издање надгледао је Дејв Гибонс, а укључује и додатне материјале као и рестаурирану и поново обојени рад Џона Хигинса. Слично издање је објавила и српска издавачка кућа „Чаробна књига”.
Године 2012, Ди-Си је објавио Before Watchmen (Пре Надзирача) која садржи девет мини-прича који су преднаставак на главну причу.
Пет година касније неки јунаци из Надзирача се поново појављују у дванаестоделном наставку серије Часовник судњег дана 2017—19.

## Позадина и стварање
Године 1983. Ди-Си комикс стиче права на низ ликова из Чарлтон комикса. Током тог периода, сценариста Алан Мур размишља о томе да напише причу која садржи неискоришћени временски тог суперјунака које би могао обновити, као што је то радио у својој серији стрипова о Мириклмену раних 1980-их. Да препороди заборављене суперјунаке. Мур је то образложио да би Моћни крсташи Ем-Ел-Џеј комикса могли бити искоришћени у ту сврху па је смислио мистериозну заверу убиства која би започела откривањем леша Шилда у луци. Сценариста је сматрао да није важно који скуп ликова и њихова каквоћа, све док ће прича та која ће читаоци препознати, да ће бити шокирани и изненађени када виде стварност тих ликова ма ко год да су. Мур је искористио ову премису и израдио предлог који укључује ликове из Чарлтона под називом Ко је убио Миротворца, и предао је тај предлог тадашњем извршном уреднику Ди-Сија Дику Џордану. Џордану је то био прихватљив предлог, али се успротивио идеји да се за причу искористе ликови из Чарлтона. Мур је тада реагово: „Ди-Си је схватио да ће њихови скупо плаћени ликови (мојом причом) завршити мртви или нефункционални.” Уместо тога, Џордано је наговорио Мура да настави са новим, али сличним ликовима. Мур је у почетку веровао да оригинални нови ликови неће пружити емоционалну резонанцу читаоцима, али се касније предомислио. Рекао је: „На крају, схватио сам да ако напишем нове ликове довољно добро, тако да ми се чине на одређен начин познати, неки њихови аспекти читаоцу ће вратити неку врсту генеричке резонанце суперјунака, онда би то могло да функционише.”

„Претпостављам да сам само размишљао: ’То би био добар начин да се започне радња стрипа: да познати суперјунак буде пронађен мртав.’ Како се мистерија све више разоткривала, ми бисмо залазили све дубље и дубље, право у срце света овог суперјунака и показивали бисмо стварност која је била веома различита од опште јавне слике о том суперјунаку.”
— Алан Мур

Цртач Дејв Гибонс, који је сарађивао с Муром на неким претходним пројектима, рекао је да је позвао Мура и рекао му да би волео да буде умешан у тај пројекат, да би му Мур доцније послао скицу приче. Гибонс је рекао Џордану да жели да ради до краја стрип серијал који је Мур предложио и сценариста је то одобрио. Гибонс је на пројекат довио колористу Џона Хигинса јер му се свидео његов необичан стил; Хигинс је живео у близини Гибонса, што им је омогућило да се боље упознају уживо уместо да се дописују преко океана. Лен Вин се придружио пројекту као његов уредник, док је Џордано наставио да надгледа серијал. И Вин и Џордано су се повукли дајући им скоро потпуну слободу; Џордано је касније опазио: „Ко да уређује Алана Мура, за име бога?!”
Након што су добили зелено светло за рад на пројекту, Мур и Гибонс су провели дан у кући цртача стварајући ликове, правећи детаље за позадинске приче и расправљајући о утицајима. На неколико прича је посебно утица магазин Мад и пародија на Супермена која се налазила у њему по имену „Супердупермен”. Мур је истакао да су желели да „Супердупермена” направе за 180 степени окренутог — драматично, уместо комично. Мур и Гибонс су осмислили причу која ће одвести „познате старомодне суперјунаке у потпуно ново царство”; Мур је тада рекао да је његова намера била да створи суперјунака налик на Мобија Дика; нешто што је имало такву тежину, такву врсту густине. Мур је смислио имена и описе ликова, али је детаље личних описа ликова препустио Гибонсу. Потоњи је провео више од две или три седмице радећи само скице. Он је дизјанирао своје ликове како би их било лако цртати; Роршах му је био најдражи за цртање јер „само треба нацртати шешир. Ако можете да нацртате шешир, онда сте нацртали Роршаха, само нацртате облик лица за његово лице и ставите на њега црне мрље и готови сте.”
Мур је серијал почео да пише врло рано, надајући се да ће избећи непотребна кашњења у објављивању попут оних с којима се суочила постава која је радила на Ди-Сијевом Camelot 3000. Када је писао сценарио за прво издање, Мур је рекао да је касно схватио да му треба заплета за још шест издања (уговорио је 12, а био је свестан да има приче само за упола). Његово решење је било да питања која су се бавила целокупном радњом серије измени са позадинским причама ликова. Мур је написао врло детаљне сценарије за цртача. Гибонс се касније подсетио да је скрипта за прво прву причу имала 101 страницу. Упркос Муровим детаљним скриптама, његови предетаљни описи су завршавали напоменом: „Ако ти то не одговара, ради како желиш.” Међутим, Гибонс је ипак радио према Муровим упутствима. Уистину, Гибонс је предложио само једну промену у сценарију: сажетак нарације у вези с Озимандијусом док је спечавао Роршахов напад. Гибонс је сматрао да је дијалог предугачак да би одговарао количини изражене акције; Мур се сагласио и поново написао сцену. Гибонс је имао велику аутономију у развијању визуелнога изгледа Надзирача и често је убацивао самостално детаље у позадини. Мур је доцније признао да је неке детаље увидео тек после извесног времена. Мур је повремено контактирао и колегу сценаристу Нила Гејмана како би добио одговоре на неке дилеме и цитате који би могао укључити у причу.
Упркос својим намерама, Мур је у новембру 1986. г. признао да ће вероватно бити кашњења. Гибонс је напоменуо да су главни фактор одлагања били „раскомадани делови” сценарија које је добијао од Мура. Он је додао да се темпо тима успорио у приближно четвртом броју; од тога тренутка њих двојица су почели да раде неколико страница одједаред. Гибонс је говорио по три странице сценарија, све док га није назвао и рекао му: „Нахрани ме!”, али онда би му Мур послао у врх главе две-три странице, некад је била чак и једна, а некад шест. Како су аутори стрипа почели да пробијају рокове, Мур би унајмљивао таксисту да вози 80 км. како би достављали скице цртачу. У каснијим едицијама, Гибонс је чак дао супрузи и сину да цртају решетке на страницама како би добили на времену.
На самоме крају пројекта, Мур је схватио да прича има сличност с епизодом „The Architects of Fear” телевизијске серије На граници могућег. (Мур је доцније и признао ово реферисањем на серију у последњем броју стрипа.) Вин и он су се посвађали у вези с мењањем краја стрипа, а када је Мур одбио да попусти, Вин је напустио пројекат. Вин је ову одлуку објаснио да је Муру стално говорио да буде оригиналнији јер поседује способност за то, да нешто уради другачије, а не нешто што је већ виђено. Међутим, Вин је приметио да Мур и даље није марио за то.

### Поставка
Надзирачи су смештени у алтернативну стварност која је слична реалним 80-им годинама 20. столећа. Главна разлика је присуство суперјунака. Временски расцеп у ком почиње нова алтернативна стварност је 1938. г. То је година настајања првих суперјунака који радикално мењају ток стварности. Неки догађаји попут Вијетнамскога рата (у ком победђује војска САД) и аферу у вези с председником САД Ричардом Никсоном су изокренути. Афера „Вотергејт” се не дешава, а Никсон укида ограничење мандата председника и дозвољава му да и даље буде председник. Напад Совјета на Авганистан се дешава, али приближно шест година доцније односно у стварном животу. У складу с реализмом стрипа, само костимираност главних јунака је то што им даје епитет суперјунаци. Само је један од њих „прави” суперјунак, односно онај који има стварне надљудске моћи. То је Доктор Менхетн.
Када прича започне, откривање постојања Доктора Менхетна је довело САД у стратешку предност над СССР-ом, што је драматично повећало хладноратовске тензије. На крају од 1977. г. суперјунаци постају непопуларни међу полицијом и народом, што доводи до тога да се донесе Кинов закон који их забрањује. После тога, многи суперјунаци се повлаче, Доктор Менхетн и Комедијаш се не повлаче јер сада раде за извршну власт па су „легални”. Не повлачи се и Роршах, али он није као претходна двојица „озакоњен”, већ ради на своју руку и мимо закона.

### Радња
Октобра 1985. г. детективи у Граду Њујорку истражују убиство Едварда Блејка. Пошто нема трагова, активни костимирани јунак Роршах одлучује да обави самосталну истрагу. Он закључује да је Блејк био костимирани јунак по имену Комичар. Блејк је радио за извршну власт. Роршах налази његов костим и значку смешка коју је Комедијаш носио на реверу. Роршах верује за себе да је открио заверу против костимираних пустолова и упозорава четверо пензионисаних сабораца: Данијела Драјберга (проналазача који је раније био /друга/ Ноћна Сова), супермоћног и емотивно хладног Џона Остермана (који се шифровано зове Доктор Менхетн) и његову љубавницу Лори Јуспечик (другу Свилену Утвару) као и Адријана Вејта (некадашњег суперјунака Озимандијаса, који је сада успешни пословођа). Драјберг, Вејт и Менхетн присуствују Блејковој сахрани на којој Драјберг баца значку смешка (коју му је Роршах оставио) у гробну јаму, на Блејков ковчег. Менхетн доцније бива оптужен на националној телевизији да је његово зрачење проузроковало рак његовим пријатељима и бившим колегама. Када извршна власт схвати озбиљно ове оптужбе, Менхетн иде у добровољно изгнанство на Марс. Како САД зависе од његове супермоћи која је стратешка војна имовина, Менхетнов одлазак баца човечанство у политичка превирања, а Совјети нападају Авганистан како би искористили тренутну америчку рањивост. Роршахова забрниутост је изгледа оправдана када
Када влада озбиљно схвати оптужбе, Манхаттан се изгнан на Марс. Како САД зависе од Менхетна као стратешке војне имовине, његов одлазак баца човечанство у политичка превирања, а Совјети нападају Авганистан да би искористили опажену америчку слабост. Рорсцхацхова забринутост изгледа оправдана када Веидт тешко преживи покушај атентата. И сам Рорсцхацх је окривљен за убиство бившег суперзликовца по имену Молоцх. Иако је покушао да побегне од власти, Рорсцхацх је на крају ухваћен и разоткривен као Валтер Ковацс.
Јуспечик остаје са Драјбергом и занемарује Менхетна јер су овог другог божанске моћи потпуно удаљиле од апатије према другим живим бићима. Она се одриче владиних повластица које је имала док је била са Менхетном и започиње романсу са Драјбергом поново облачући старе костиме и настављајући рад маскираних осветника. Пошто је Драјберг почео да верује у неке аспекте Роршахове теорије завере, Јуспечик и Драјберг одлучују да избаве Ковача из затвора. Након преиспитивања сопствене повести, Менхетн оставља Јуспечиковој судбину његовога учешћа у људским пословима. Он је телепортује на Марс како би оправдао своје емоције. Током расправе, Јуспечикова је приморана да се помири са чињеницом да је Блејк (Комедијаш), који је покушао да силује њену мајку (привобитну Свилену Утвару), заправо њен биолошки отац. Њена мајка је преболела то силовање и заљубила се у силоватеља и наставила с њим другу, споразумну везу. Ово откриће, које одражава сложенос људских односа и емоција, поново подстиче интересовање Менхетна за човечанство.
За то време на Земљи, Ноћна Сова и Роршах настављају да откривају заверу и рпоналазе доказе да Вејт можда стоји иза плана. Роршах пише своје сумње у вези с Вејтом у свом дневнику, у којем је записао и целу своју истрагу. Он шаље то поштом Новом Граничару, локланим десничарским новинама. Двојац се тада суочава с Вејтом на његовом имању на Антартику. Вејд објашњава да је његов основни план да спасе човечанство од предстојећега нуклеарног рата лажирањем инвазије ванземаљаца на Њујорк, која ће уништити половину градске популације. Он се нада да ће тај ужас ујединити велике силе против новог, имагинарног заједничког непријатеља. Открива такође да је убио Комедијаша, да је организовао да бивши сарадници Менхетна оболе од рака, инсценирао покушај сопственог убиства како би себе ставио ван сумње. Признаје такође да је убио Молоха да би наместио Роршаха. Све је то учињено у покушају да се спречи да његов план буде разоткривен. Роршах и Ноћна Сова сматрају да је Вејтова логика одвратна. Кажу да ће га зауставити, али Вејт открива да је он свој план већ остварио пре него што су они стигли на његово имање.
Када се Менхетн и Јуспечик врате на Земљу, суочени су са масовним уништењем и срмћу на улицама Њујорка, са мртвим гигантским створењем налик лигњи које су створиле Вејтове лабораторије. Менхетн примећује да су његове способности предвиђања ограничене тахјонима чији се центар налази на Антартику. Они откривају Вејтову умешаност и суочавају се са њим. Вејт свима показује вести које потврђују да је појава нове претње заиста подстакла мирољубиву сарадњу између великих сила; то наводи све присутне на да је Вејт био у праву што се тиче интереса светског мира. Међутим, Роршах одбија компромис и одлази са намером да свима пренесе и разоткрије истину. Док се враћа, пресреће га Менхетн који тврди да у овом тренутку истина може само да боли. Роршах изјављује да ће Менхетн морати да му одузме живот да би га спречио у намери да разоткрије Вејта, што Менхетн то хладно и чини. Менхетн дата лута Вејтовом базом на имању и проналази Вејта који га пита да ли је на крају урадио праву ствар. Менхетн загонетно одговара да се „ништа никада не завршава“ пре него што заувек напусти Земљу. Драјберг и Јуспечик се крију под новим идентитетима и настављају своју романсу.
Вративши се радњом у Њујорк, уредник Новога граничара тражи од свога помоћника да пронађе неки материјал за попуњавање из фиоке у којој је збирка одбијених писма читалаца, које многе нису чак ни отворене. Стрип се завршава тако што младић посеже ка гомили одбачених писама, на чијем врху се налази Роршахов дневник.

## Ликови
Намера Алана Мура је да с Надзирачима створи четири или пет „радикално супротстављених начина“ гледања на свет и да читаоци сами имају прилику да се одреде који је од њих морално у праву и за кога да навијају. Мур није веровао у појам трпања универзалног морала низ грло читалаца и уместо тога је настојао да прикаже јунаке у противречном светлу. Мур је једном изјавио: „Оно што смо желели да покажемо су сви ови људи, и оно што су испод њихових маски и одела. Да покажемо да чак и најгори од њих имају нешто за читаоце, а чак и најбољи од њих имају своје мане.”
Адријан Вејт / Озимандијас
Црпећи инспирацију од Александра Великог, Вејт је некада био суперјунак Озимандијас, али се од тада повукао да би посветио своју пажњу вођењу приватних фирми. Верује се да је Вејт најпаметнији човек на планети. Озимандијас је заснован на Питеру Канону, Тандерболту; Муру се допала идеја о лику који је користио сто насто свога мозга и имао потпуну физичку и менталну контролу. Ричард Рејнолдс је приметио да преузимањем иницијативе за помоћ свету, Вејт показује особину која се иначе приписује негативцима у суперјуначким причама и да је у извесном смислу он главни негативац овог стрипа. Гибонс је рекао да је он један од најгорих Вејтових грехова то што гледа све са висине.
Данијел Драјберг / Нова Ноћна Сова
Пензионисани суперјунак који користи разне справе с темама сова. Ноћна Сова је заснована на верзији ранијег суперјунака званог Плава Буба ког је измисли Тед Корд. Паралелно с начином на који је тет Корд имао претходника, Мур је такође у Надзираче укључио ранијег авантуристу који је био првобитна Ноћна Сова, пензионисаног борца против криминала Холиса Мејсона. Док је мур осмислио белешке о лицима ове двојице за Гибонса, цртач је је дао име и дизајн костима за Холиса Мејсона које је креирао као дечак од 12 година. Ричард Рејнолдс је приметио да упркос Чарлтоновим коренима лика Ноћне Сове, модус операнди је приближнији са Бетменом из Ди-Си стрипова. Према Клоку, цивилни облик Ноћне Сове визуелно сугерише на импотентног и средовечног Кларка Кента.
Едвард Блејк / Комедијаш
Један од двојице јунака које су легализовани од стране Владе САД (Менхетн је други) који остаје активан после Киновог закона о забрани суперјунака 1977. г. Његово убиство, које се дешава непосредно пре почетка првога поглавља, покреће целокупну радњу Надзирача. Лик се појављује током целе приче у флешбековима, а аспекте његове личности откривају други ликови. Комедијаш је заснован на лику Чарлтон комикса који се зове Миротворац (Писмејкер) с додатним елементима шпијуна из Марвел комикса званог Ник Фјури. Мур и Гибонс су видели Комедијаша као неку врсту лика Гордона Лидија, само много већег и чвршћег. Ричард Рејнолдс је описао Комедијаша као немилосрдног, циничног и нихилистичког, а ипак способног за дубље увиде од осталих маскираних јунака. Он силује првобитну Свилену Утвару четрдесетих година 20. столећа. Девето издање открива да је годинама касније постао отац њене кћери Лори као део споразумнога сексуалног односа.
Др Џон Остерман / Доктор Менхетн
Супермоћно биће које има уговор са Владом САД. Научник Џон Остерман је стекао моћ над материјом када се 1959. г. заглавио у машини унутрашњега поља. Доктор Менхетн је заснован на Чарлтоновом Капетану Атому, који је у Муровом оригиналном предлогу био окружен сенком нуклеарне претње. Међутим, писац је открио да може више да уради с Менхетном који ће бити нека врста квантног суперјунака, него што би то био првобитни Капетан Атом. За разлику од других суперјунака којима је недостајало научно истраживање њиховога порекла, Мур је покушао да зарони у нуклеарну и квантну механику у конструисању лика Менхетна. Сценариста је веровао да лик који живи у квантном универзуму неће посматрати време с линеарном перспективом, што би утицало на перцепцију лика о људским стварима. Мур је такође желео да избегне стварање лика без емоција попут Спока из Звезданих стаза, па је тражио да Менхетн задржи људске навике. Гибонс је раније креирао плавог лика Рога Тропера и објаснио је да је поново користио мотив плаве коже за Менхетна јер по тону личи на белу кожу, али има другачију нијансу. Мур је уградио боју у причу, а Гибонс је приметио да остатак шеме боја стрипа чини Менхетна јединственијим. Мур је подсетио да није био сигуран да ли ће Ди-Си дозволити креаторима да прикажу лика потпуно голог тако да му се види пенис и задњица, што је делимично утицало на Мурово и Гибонсово приказивање Менхетна. Гибонс је желео да све то буде с укусом, па је пажљиво бирао када ће се појавити потпуно фронтално го цртајући му умањене гениталије, попут класичне скулптуре, тако да читалац се не би фокусирао на то. Приказ малих гениталија је занемарио Дејмон Линделоф у својој истоименој ТВ серији у ком Менхетна глуми Афроамериканац Јаија Абдул Матин II.
Лори Јуспечик / Нова Свилена Утвара
Ћерка Сали Јупитер (прва Свилена Утвара) и Комедијаша. Има затегнут однос с мајком. Пољскога је порекла и годинама је била љубавница Менхетна. Док је Свилена Утвара првобитно требало да буде Чарлтонова суперјунакиња Ноћна Сенка, Мур није био посебно заинтересован за тај лик. Када је идеја о коришћењу Чарлтонових ликова одбачена, Мур је више црпио машту по угледу на друге јунакиње као што је Црна Канаринкиња и Фантомска Дама.
Волтер Џозеф Ковач / Роршах
Освезник с белом маском која садржи симетричан, али стално променљиву схему мрља од мастила, он наставља да се бори против криминала, чак и ако су маскирани осветници забрањени. Мур је рекао да покушава да примени на Роршаху оно што би чувени стипар Стив Дитко урадио, да има смешно презиме и да има чудно дизјанирану маску. Мур је засновао Роршаха на Дитковој Креацији Господина Еја; Дитков лик из Чарлтон комикса Упитник је такође послужио као шаблон за креирање Роршаха. Историчар стрипа Бредфорд В. Рајт је описао поглед на свет овог лика као скуп црно-белих вредности које попримају много облика, али се никада не мешају у нијансе сиве, никада нема компромиса, слично тестовима мрља његовог имењака. Роршах види битисање људи као пуку случајност и, према Рајту, ова тачка оставља лику слободан одабир да креира сопствени дизајн у морално празном свету. Мур је једаред рекао да није предвидео Роршахову смрт све до четвртога броја када је схватио да би његово одбијање да направи компромис резултирало тиме да неће преживети причу.

## Цртеж и композиција
Мур и Гибонс су осмислили Надзираче да покажу јединствене квалитете стрипа као медија и да истакну његове посебне предности. У интервјуу 1986. године Мур је рекао да је желео да истражи области у којима стрип успева и у којима ниједан други медиј није у стању да функционише, а пре свих филм. Он је додао да су Надзирачи дизајнирани тако да се читају четири или пет пута и да неке везе и алузије постају занимљиве тек након петог читања.
Гибонс је рекао да је намерно конструисао визуелни изглед Надзирача тако да се свака стрница може индетификиовати као део тог стрипа, а не неког другог. Уложио је велики напор да нацрта ликове на другачији начин од оног који се обично виђа у стриповима. Цртач је покушао да нацрта стрип са посебном тежином линије, користећи тврду и чврсту оловку која није имала много модулације у смислу дебљине и за коју се надао да ће се разликовати од бујне и течне врсте стриповских линија. У интервјуу 2009. године Мур се присетио да је искористио Гибонсову обуку као бившег геодета како би уљкучио невероватне детаље у сваки мали панел како би лакше осликали сваку ситницу. Гибонс је описао стрип као стрип о стрипу. Он је сматрао да Мур је био више усресређен за друштвене импликације самих суперјунака, а да је Гибонс био задужен за технику. Алтернативни светски амбијент у причи је омогућио Гибонсу да промени детаље америчкога пејзажа као и додавање електричних аутомобила, мало другачијих зграда и надземних хидранта за пуњење аутомобила, а не за воду. Мур је на то рекао да на тај начин америчка публика осећа да је њихова савремена култура постала аутсајдер. Гибонс је приметио да је окружење за њега ослобађајуће јер није морао да се ослања на референтне књиге како би дочарао праву стварност.
Џон Хигинс, који је био задужен за боју, користио је шаблон топлих боја и фаворизовао је секундарне боје. Мур је изјавио да је он волео Хигинсово бојање, али га је оно некако увек повезивало са ербрашом које сам Мур није болео. Хигинс је касније одлучио да обоји Надзираче у равном европском стилу. Мур је приметио да је Хигинс посебну пажњу посветио осветљењу и суптилним променама боја. Он је почео топлим и веселим бојама серијал, а завршавао га је све тамнијим како би дао тамнији ефекат причи.

### Структура
Структурално, одређени аспекти Надзирача одступили су од стриповске норме тога времена, посебно распоред панела и боје. Уместо панела различитих величина, креатори су поделили сваку страницу у мрежу од девет панела. Гибонс је фаворизовао систем мреже од девет панела због њеног „ауторитета”. Мур је прихватио употребу мрежнога формата с девет панела који му је „дао ниво контроле над приповедањем, а који раније није имао”, рекао је једном Гибонс. „Постојао је тај елемент темпа и визуелнога утицаја који је сада могао да предвиди и искористи драматичан ефекат.” Боб Стјуарт из The Comics Journal-а споменуо је 1987. г. да изглед страница подсећа на изглед И-Си комикса. Гибонс се сагласио да је одјек распореда у И-Сију „била евома намерна ствар”, иако је његова инспирација била више Харви Курцман, али је било довољно измењено да серији да јединствен изглед. Цртач је такође навео да је рад Стива Дитка на ранијим издањима Чудеснога спајдермена такође имао утицај на њ, као и рад на Доктору Стрејнџу, у којем би „чак и када је био најпсиходеличнији и даље имао прилично раван изглед странице.”
Насловна страница свакога броја служи као први панел у причи. Гибонс је изјавио: „Корица стрипа Надзирачи је у стварноме свету и изгледа сасвим стварно, али почиње да се претвара у стрип, портал у другу димензију.” Корице су дизајниране као крупни планови који су фокусирани на један детаљ без људских елемената. Креатори су повремено експериментисали с изгледом садржаја броја. Гибонс је нацртао пето издање под насловом „Страшна симетрија”, тако да прва стрница одражава последњу (у смислу диспозиције оквира), а следеће странице пресликавају једна другу пре него што је средишња ширина симетрично уклопљена у распоред.
Крај свакога броја, с изузетком последњег дванестога броја, садржи додатне прозне комаде које је написао Мур. Међу садржајем су измишљена поглавља у књигама, измишљена писма, извештаји и чланци које су написали различити ликови Надзирача. Ди-Си је раније имао проблема са продајом огласнога простора у издањима. Ди-Си је због тога планирао да убаци кућне огласе и дужу колону са словима како би попунио простор, али уредник Лен Вин је сматрао да би то било неправедно према свима који су писали током последња четири издања стрипа. Одлучио је да искористи додатне странице да попуни позадину серије. Мур је рекао на то: „Док смо стигли до трећег, четвртог броја итд., мислили смо да књига изгледа лепо без странице са писмима. Мање личи на стрип, па смо се држали тога.”

### Приче о црном теретњаку
Надзирачи садрже причу у причи у облику Приче о црном теретњаку, који је измишљен стрип с појављивањима у издањима три, пет, осам, десет и једанаест. Причу из измишљенога стрипа чита младић Афроамериканац на улицама Њујорка. Мур и Гибонс су осмислили гусарски стрип јер су закључили да, пошто ликове Надзирача доживљавају као суперјунаке у стварном животу, „вероватно их уопште не би занимали стрипови о суперјунацима.” Гибонс је предложо гусарску тему, а Мур се делимично сагласио зато што је он велики обожаватељ Бертолта Брехта. Чак име црни теретњак алудира на песму „Пират Џени” из Брехтове Опере за три гроша. Мур је теоретисао да су главни суперјунаци брзо изгубили популарност у стриповима јер су они у том свету били сами присутни поставши „објекти страха, гнушања и презира”. Улавном, жанорви попут хорора, научне фантастике и гусарства, постали су истакнутији. Мур је сматрао да су „слике читавога гусарског жанра толико богате и мрачне да су представљале савшен контрапункт савршеном свету Надзирача.” Сценариста је проширио премису како би њену присуство у причи додало подтекст и алегорију. Додатни чланак који детаљно описује измишљену повест Приче о црном теретњаку на крају петога издања наводи име уметника из стварног живота Џоа Орланда као главног сарадника у серији стрипова. Мур је одабрао Орланда јер је сматрао да ако су гусарске приче биле популарне у универзуму Надзирача, уредник Ди-Сија Џулијус Шварц би можда покушао да намами цртача у компанију који би цитрао гусарске стрипове.
У овом стрипу у стрипу, млади морнар звани Поморски Капетан путује да упозори свој родни град на долазак Црног теретњака, након што споменути гусарски брод уништи његову лађу. Он користи тела својих мртвих бродских другова као импровизовани сплав те плови на њима ка кући, постепено падајући у лудило. Када се коначно враћа кући, он је помислио да је Црни теретњак већ терорисао острво те мислећи да су они гусари, убија невине људе. Затим улази у своју кућу и напада своју властиту жену погрешно је мешајући са гусарима. Пошто схвати шта је урадио, враћа се на обалу мора, где октрива да Црни теретњак није дошао да преузме град; већ је дошао да тражи Поморскога Капетана. Према Рејнолду Ричардску, морнар је „приморан хитношћу своје мисије да одбаци једну инхибицију за другу.” Баш као и Адријан Вејт, он се „нада да ће спречити катастрофу користећи лешеве својих бивших другова као средство за постизање циља.” Мур је навео да прича о Црном теретњаку на крају посебно описује причу о Адријану Вејту и такође се може користити као контрапункт другим деловима приче, као што су Роршахово хватање и самоизгнанство Менхетна на Марс.

### Симболи и слике
Мур је навео Вилијама С. Бароуза као једног од његових главних инспирација током концепције Надзирача. Он се дивио Бароузовој употреби „поновљених симбола који би постали пуни смисла” у Бароузовом једином стрипу The Unspeakable Mr. Hart који се појавио у британскоме андерграунд магазину „Сајклопс”. Мур није планирао сваку интертекстуалну везу у стрипу и приметио је да је ту „Дејв [Гибонс] ставио ствари које сам чак и ја приметио тек при шестом или седмом читању”, док су се друге „ствари [...] појавиле тамо случајно.”
Замрљани смешко је слика која се понавља у причи и то у многим облицима. У „Систем оф комиксу”, Тјери Гренстин је описао симбол као мотив који се понавља и који производи „риму изванредне конфигурације” тако што се појављује у кључним сегментима Надзирача, а посебно на првој и последњој страници серије — прво као умрљан крвљу, а на крају као испрскан црвеним сосом који је кануо из хамбургера новинара. Гренстин га наводи као један од облика круга који се појављује у целој причи, као „понављајући геометријски мотив” који симболише цикличност. Гибонс је креирао беџ смајлића као елемент костима Комедијаша како би „осветлио” целокупни дизајн који је био хладан, а прскање крви је касније додао као конотација на Комедијашево смакнуће. Гибонс је рекао да су креатори почели да посматрају крвави смешко као „симбол целе серије”, истичући његову сличност са Сатом судњега дана који откуцава до поноћи. Мур је црпео инспирацију из психолошких тестова бихејвиоризма, објашњавајући да су тестови представили лице као „симбол потпуне невиности”. С додатком прскања крви преко ока смешка, значење лица је промењено да би постало истовремено радикално и довољно једноствано да насловна страна првог издања избегне људске детаље. Иако је већина евокација средишње слике створена намерно, друге су биле случајне. Мур је посебно споменуо да на малим утикачима на уличним хидантима постоје смајлићи ако гледате слику наопачке.

Други симболи, слике и алузије које су се појавиле у серији често су биле неочекиване. Мур је споменуо да је „цела ствар Надзирача била гомила ових малих делића синхроницитета који се појављују свуда.” Гибонс је приметио да је ненамерна тема била супротстављеност свакодневног и романтичног, наводећи сцене секса између Ноћне Сове и Свилене Утваре на његовом каучу, а затим високо на небу у ваздушном броду Ноћне Сове. У књизи о кратерима и планинама Марса, Гибонс је открио фотографију Кратера Гал, која личи на смешка, коју су обрађивали у издању. Мур је о томе рекао: „Открили смо да су многе од ових ствари почеле да се стварају као магија”, посебно наводећи прилику када су одлучили да назову компанију за сервис брава „Компанија брава 'Гордијев чвор'”.

## Теме
Почетна премиса стрипа била је да се испита какви би суперјунаци били „у веродостојном, стварном свету”. Како је прича постајала сложенија, Мур је рекао да су Надзирачи постали стрип о „моћи и о идеји манифестовања натчовека у друштву.” Наслов серије се односи на питање: „Ко ће надзирати сами себе?” Ово питање је поставио познати римски сатиричар Деције Јуније Јувенал у чувеној изреци Quis custodiet ipsos custodes („Ко ће чувати саме чуваре”). Иако Мур нији био упознат с овом фразом, касније је сазнао. Мур је 1987. прокоментарисао: „У контексту Надзирача, то се уклапа. 'Они пазе на нас, али ко пази на њиг?'” Писац је у уводу за тврдокоричено издање Надзирача навео да је, док је писао стрип, успео да се очисти од носталгије за суперјунацима, а уместо тога је пронашао интерсовање за стварна људска бића.
Бредфорд Рајт је описао Надзираче као „Мурову умрлицу за концепт јунака уопштено, а посебно суперјунака.” Стављајући причу у савремени социолошки контекст, Рајт је написао да су ликови Надзирача били Мурово „упозорење онима који су веровали да 'јунаци' и вође чувају судбину света.” Он је додао да је ова прича опомена за све оне који су веровали у реганизам и тачеризам, као и остале „надзираче” и ауторитете. Мур је 1986. године изричито изјавио да је писао Надзираче тако да они „не буду антиамерички, [већ] антиреганистички”, посебно верујући да „у овом тренукту одређени део Реганове Америке није уплашен. Они мисле да су нерањиви.” Пре премијере стрипа, Гибонс је изјавио: „Уопште нема отворене политичке поруке. То је фантастична екстраполација онога што би се могло догодити и ако људи у томе могу да виде ствари које се односе на праву Америку, онда ће то пронаћи и у стрипу.” Док је Мур желео да пише о „политици моћи” и забрињавајућим временима у којима је живео, он је навио разлог зашто је прича смештена у алтернативну стварност. То је зато што је био забринут да ће се неки читаоци одрећи стрипа ако нападне вођу (Регана), поготову његови ватрени обожаваоци. Зато је у стрипу Никсон и даље председник, јер због афере Вотергејт он је био лака мета за критику. Мур је 1986. године изјавио да је „свесно покушао да уради нешто због чега би се људи осећали нелагодно.”
Наводећи Надзираче као тачку у којој стрип као медиј „скида невиност”, Ијан Томмсон пише у своме есеју „Деконструисање јунака” да је прича то постигла тако што је „развијала своје јунаке управо да би деконструисала саму идеју јунака и тако подстичући читаоце да размисле о њеном значењу из многих и различитих углова крхотина које су остављене да леже на земљи.” Томсон је навео да скоро сви јунаци у Надзирачима деле нихилистичко гледиште и да Мур представља ово гледиште „као једноставну, неулепшану истину” да би „деконструисао крајњу мотивацију потенцијалнога јунака, наиме, да обезбеди секуларни спас и тако постигне смртну бесмртност.” Написао је да прича развија своје јунаке управо да би нас питала да ли нам су нам они уопште потребни. Томсон је додао да деконструкција концепта јунака у причи „сугерише да је можда прошло време за јунаке”, што разликује „ово постмодерно дело” од деконструкција јунака у покрету егзистенцијализма коју је започео Серен Киркегор. Ричард Рејнолдс наводи да су без икаквих суперзликоваца у причи, суперјунаци у Надзирачима принуђени да се суоче с „неопипљивим друштвеним и моралним бригама”, додајући да то уклања концепт суперјунака из нормалних наративних очекивања жанра. Рејнолдс закључује да иронична самосвест стрипа о жанру „означава све Надзираче или као последњи, кључни текст о суперјунаку, или као први у новој зрелости жанра.”
Џеф Клок је избегао термин „деконструкција” за описивање Надзирача, те их је описао као „ревизионистичку суперјуначку прилу”. Он сматра да Надзирачи и Милеров Бетмен: Повратак Мрачног витеза за „прве инстанце [...] нове врсте стрипа [...] прве фазе развоја, транзиције суперјунака од фантазије до књижевности.” Он елаборира ово примећујући да „реализам Алана Мура [...] врши кенозу према повести стрипа [...] [који] не оплемењује и не оснажује његове ликове. Уместо тога, шаље талас поремећаја назад кроз историју суперјунака [...] обезвређујући једну од основних конвенција суперјунака тако што његове маскиране борце против злочина ставља у реалистичан свет.” Прво и најважније, „Мурово истраживање су [често угрожени] мотиви за костимиране борце против злочина баца и омета светлост на последње суперјуначке приче и приморава читаоца да преиспита и изврши ревизију свакога суперјунака.” Клок повезује наслов с Јувеналовим цитатом да би истакао проблем контроле оних који држе власт, а који је цитиран више пута у самом делу. Деконструкцијска природа Надзирача је, запажа Клок, она која се показује на Вејту, односно кад он мора да уништи, па потом реконструише свет градеђи заједништво.
Мур је изразио запрепаштење што је деконструктивистички постмодерни стрип о суперјунацима, као што су Надзирачи постали сам жанр за себе. Он је 2003. рекао да је „у одређеном степену, у 15 година од Надзирача, било ужасно много стрипова посвећених овим мрачним, песимистичним, гадним и насилним причама које користе Надзираче као узор да потврде оно што су заправо, чак и ако су то често само неке врло гадне приче које немају неке препоруке.” Гибонс је рекао да, иако су читаоци „остали с идејом да је то суморна и сурова ствар”, ипак он мисли да је серија „дивна прослава суперјунака као и било шта друго.”

## Објављивање и пријем
Надзирачи су први пут јавно споменути у прегледу Амејзинх хироуз из 1985. године. Када су Мур и Гибонс предали прво издање свог стрипа Ди-Сију, Гибонс је рекао да је добра вест споменута критика Хауарда Чајкина јер он никада не хвали олако ауторе, а Чајкин је такође рекао Гибонсу: „Дејве, оно што си урадио у Надзирачима је за јебену петицу.” Говорећи 1986. године о стрипу, Мур је рекао: „Ди-Си нас је поджавао до краја [...] и заиста је подржавао чак и најсликовитије ексцесе.” Да би промовисао серију, Ди-Си комикс је издао ограничено издање картица за приказ стрипа који садрже ликове и сцене из стрипа. Десет хиљада тих комплета је продато. Мејфир гејмс је представио модул Надзирача за своју серију Ди-Си јунака која је објављена пре него што је стрип завршен. Модул, који је одобрио Мур, додаје детаље у позадину стрипа јер приказује догађаје који су се десили 20-ак година раније.
Надзирачи су објављени у облику једне књиге током 1986. и 1987. године. То издање је остварило добар комерцијални успех, а његова продаја је помогла Ди-Си комиксу да накратко претекне свог конкурента Марвел комикс на директном тржишту стрипова. Распоред објављивања делова стрипа је често каснио и имао је проблеме с излажењем јер је прво требало да буде у три приче, па се дигло на шест, да би дошли до броја 12.
Након објављивања стрипа, појединачна издања су сакупљена и продата у меком повезу. У то време је била објављена и мини-серија Френка Милера Бетмен: Повратак Мрачног витеза, а оба дела су се рекламирала као „графички романи”. Тај термин је почео да се користи од тих стрипова, а Ди-Си је касније дозволио и другим компанијама да га користе када обједињују делове стрипа у једну књигу. Као резултат публицитета Надзирача, књижаре и јавне библиотеке почеле су да им посвећују посебне полице. Потом су наручиване нове серије стрипова на основу њиховог поновног штампања у једну књигу и то за сва тржишта.
Надзирачи су добили похвалне критике, како унутар тако и изван индустрије стрипа. Часопис Тајм је хвалио стрип који је „по генералном мишљењу најбољи у класи” новог таласа стрипова. Амерички часопис је такође истакао да су Надзирачи „супер релативан подвиг маште, који комбинује научну фантастику, политичку сатиру, свесне евокације стрипарске прошлости и смеле прераде тренутних графичких формата у дистопијској мистериозној причи.” Године 1988, Надзирачи су добили награду Хјуго у категорији „остале форме”.
Дејв Лангфорд је оцени Надзираче као „модерни мит о суперјунаку који је необично моћан упркос својој уобичајеној глупсоти; Надзирачи с љубављу растављају митологију на крваве зупце и зупчанике, завршавајући чувеним [латинским] цитатом Quis custodiet Ipsos custodes?”

### Власнички спорови
Неспоразуми у вези с власништвом права над причом на крају су довели до тога да Мур прекине сваку везу с Ди-Си- комиксом. Не желећи да раде на уговору за одређено време, Мур и Гибонс су имали клаузулу о враћању уговора за права над Надзирачима. Говорећи на Комик-кону у Сан Дијегу 1985. године, Мур је рекао: „Начин на који функционише, ако се ја разумем, јесте да Ди-Си поседује [права] у времену објављивања делова приче, а онда [када свих 12 делова изађу] се враћа Дејву и мени, како бисмо могли зарадити барем неки новац од играчака.” За Надзираче, Мур и Гибонс су добили свега осам насто зараде серије. Мур је 1986. г. објаснио да је његово разумевање било да када Ди-Си не буде користио ликове годину дана после објављивања 12. дела, ликови прелазе у Гибонсово и његово власништво. И Мур и Гибонс су рекли да им је Ди-Си платио „знатан износ новца” како би задржали права. Мур је додао на то: „Дакле, они у суштини нису наши, али ако Ди-Си ради с ликовима у нашем интересу, онда би могли бити. С друге стране, ако су ликови надживели свој природни животни век и Ди-Си не жели ништа да ради с њима, онда их након годину дана имамо и можемо да радимо шта год желимо с њима, што је за мене савршено добро.”
Мур је рекао да је напусти Ди-Си 1989. година због његових уговора за Надзираче и В као Вендета (цртао Дејвид Лојд). Мур је сматрао да су клаузуле о враћању права на крају бесмислене јер Ди-Си није намеравао никад да те публикације изађу из штампе. Он је за Њујорк тајмс 2006. г. рекао: „Рекао сам им, 'поштено, успели сте да ме преварите, тако да више никада нећу радити за вас.'” Шест година раније, Мур се јавно дистанцирао од Ди-Сијевих планова приликом обележавања петнаестогодишњице Надзирача у тврдоме повезу. Док је Ди-Си желео да поправи њихов однос с сценаристом, Мур је рекао да га компанија није фер третирала. Тада је рекао: „Што се мене тиче, петнаестогодишњица Надзирача је само петнаестогодишњица од када је Ди-Си успео да одузме Надзираче од мене и Дејва [Гибонса].” Убрзо после тога, Ди-Си дајрект је отказао линију акционих фигура Надзирача, упркос томе што је већ показала прототипове на Комик-кону у Сан Дијегу 2000. г.

## Наставци и преднаставци на причу
коњино, има овај стирп си већ урадио
Мур је 1985. годне изјавио да би, у случају да ограничена серија буде добро прихваћена, Гибонс и он вероватно створили и преднаставак серијал од такође 12 издања под називом Минуташи с групом суперјунакаа из 1940-их година, који су спомињани у причи. Ди-Си је понудио Муру и Гибонсу прилику да објављују преднаставке, као што су Роршахов дневник или Комедијаш у Вијетанмском рату, наговештавајући и могућност да други аутори користе исти универзуме. Приче о искуствима Комичаревог рата у Вијетнаму су се шириле јер је стрип 'Нам био популаран у то време. Гибонсов предлог је био да се обради прича Роршаха и Ноћне Сове. Нико није није сматрао да би се приче добро завршиле, а Мур је посебно био упоран да Ди-Си не наставља са причама о њима. Гибонса је више привукла идеја о стрипском серијалу Минуташи јер би она одала почаст стриповима Златнога доба.
Године 2010, Мур је рекао за Вајерд да му је Ди-Си понудио права на Надзираче назад ако пристане на пројекте преднаставака и наставака. Мур је рекао да он је рекао да би то прихватио пре десет година, али га тад није занимало. Поготово су га одбијали услови Ди-Сија. Суиздавачи Ди-Си комикса Дан Дидио и Џим Ли су одговорили: „Ди-Си комикс би се поново осврнуо на ове култне ликове само ако би креативна визија било које предложене нове приче одговарала квалитету који су поставили Алан Мур и Дејв гибонс пре скоро 25 година, а наш први разговор о свему овоме је наравно био код оригиналних ствараоца.” После вишемесечних гласина о потенцијалном пратећем пројекту Надзирача, у фебурару 2012. године Ди-Си је објавио да ће бити објављено седмоделни стрип преднаставак Пре Надзирача. Иако Мур није био укључен у овај стрип, Гибонс је доставио пројектном тиму изјаву:
The original series of Watchmen is the complete story that Alan Moore and I wanted to tell. However, I appreciate DC's reasons for this initiative and the wish of the artists and writers involved to pay tribute to our work. May these new additions have the success they desire.

## Наставци

### Наставак стрипа:Часовник судњег дана
Наставак Надзирача под називом Часовник судњег дана био је део Ди-Си серије Rebirth. Мини-серија стрипова се одвијала седам година после догађаја из Надзирача (новембар 1992) и прати Озимандијаса док покушава да лоцира Менхетна уз помоћ Реџиналда Лонга (Роршаховог наследника). Из приче сазнајемо да је Озимандијасов план мира није успео и прети поновни нуклеарни рат између САД и СССР. Серијал је најављен 14. маја 2017. г. са сликом која приказује лого Супермена и часовник који приказује 12 часова и фонтом слова који је карактеристичан за стрип Надзирачи. Први од дванаест бројева је изашао 22. новембра 2017.
Часовник судњег дана укључује и остале ликове из Ди-Си универзума, али има посебан фокус на однос Супермена и Менхетна, упркос томе што је Супермен наведен као измишљен лик у првобитним Надзирачима. Овај стрип се користи елементима мултиверзума. Писц Џеф Џоунс предосећао је да ће бити занимљива прича о њима двома. Мислио је да постоји интересантна дихотомија између Супермена, ванземаљца који оличава људскост и саосећа се с људима, и Менхетна, човека који се одвојио од човечанства. Ово је довело до дебата које су трајле више од пола године у креативном тиму Ди-Сија. Дебатовало се о оправданости укрштања универзума Надзирача са Ди-Си универзумум кроз заплет алтернативне стварности. Џоунс је објаснио да је Часовник судњег дана био „најличнији и најепскији, поптуно задивљујућ пројекат” на којем је радио у својој каријери.

### Наставак у виду телевизијске серије
Ејч-Би-Оу је дао Дејмону Линделофу да развије телевизијску серију Надзирачи која је премијерно приказана 20. октобра 2019. г. Линделоф, ватрени љубитељ оригиналног стрипа, направио је серију „ремиксом” стрипа који се наративно надовезује директно на Муров стрип. Он је увео један део нових ликова и један додатни заплат који би причу чинио уникатнијом и одвојеном од стрипа. Међу главним глумцима су били Реџина Кинг, Дон Џонсон, Тим Блејк Нелсон, Јаија Абдул-Матин Други и Џереми Ајронс. Радња ТВ серије се одвија 2019. године, 34 године после завршетка стрипа, а смештена је у Талси, у Оклахоми. Због либералне политике коју је поставио председник Роберт Редфорд за обезбеђивање репарација онима који су погођени расним насиљем, групе белаца (следећи Роршахов дневник) напада полицију која спроводи ову политику, што доводи до закона који захтевају од полиције да скрива свој идентитет и да носи маске. Ово омогућава новим маскираним борцима против криминала да помогну полицији против супермациста. Доктор Менхетн, Озимандијас и Свилена Утвара су средишњи ликови ове серије.

## Адаптације

### Филмска адаптација
Било је бројних покушаја да се направи филмска верзија Надзирача од када је овај стрип завршен 1986. године и када су продуценти Лоренс Гордон и Џоел Силвер купили филмска права за 20th Century Studios. Фокс је замолио Алана Мура да нашише сценариј заснован на стрипу, али је он одбио, па је студио ангажовао сценаристу Сема Хама. Хам је имао слободу да препише радњу целога стрипа. Фокс је одбацио пројекат 1991. и он је пребачен на Ворнер брос у којем је Тери Гилијам био изабран да режира, а Чарлс Макјуон да пише сценариј. Користили су се Роршаховим дневником као наративним гласом и рестаурирали су сцене из стрип које је Хам уклонио. Гилијам и Силвер су успели да прикупе само 25 милиона долара за филм (приближно четвртина потребнога буџета) јер су њихови филмови далеко премашивали буџет. Гилијам је напустио пројекат јер је мислио да не може да сними тај филм. „Свођење [приче] на филм од два или два и по сата [...] чинило ми се да одузима срж Надзирача”, рекао је он. Након што је Ворнер брос одустао од пројекта, Гордон је позвао Гилијама да се врати на филм. Редитељ је поново одбио, верујући да би стрип био боље режиран као петосатна мини-серија.
У октобру 2001. године, Гордон се повезао са Лојдом Левином и студио Universal Pictures, ангажујући Дејвида Хејтера да режира. Хејтер и продуценти су напустили споменути студио због различитог приступа, а Гордон и Левин су изразили интересовање за Надзираче који би били рађени са Студијом Револушн. Пројекат се није одржао и касније се распао. У јулу 2004. најављено је да ће Paramount Pictures продуцирати Надзираче, уз режију Дарена Аронофског и сценариј Ерика Вотсона. Аронофски је отишао с пројекта, а заменио га је Пол Гринграс. На крају, Парамаунт је одустао од Надзирача.
Октобра 2005. године Гордон и Левин су се састали са челницима Ворнер броса како би тамо поново развијали идеју за филм. Задивљен радом Зака Снајдера на филму 300, из Ворнер броса су мислили да би он био добар и за Надзираче. Сценариста Алекс Це је извукао његове омиљене елементе од Хејтеровог сценарија, али га је такође вратио у оригиналну хладноратовску поставку као у стрипу. Слично свом приступу у 300, Снајдер је користио распоред вињета као плочу сценарија и одлучио је да сними цео филм користећи сетове играних акција, а не зелени екран. Проширио је сцене борбе, али је и додао подзаплет у вези с енергетским ресурсима како би актуелизовао причу. Иако је намеравао да остане веран изгледу свих ликова у стрипу, он је намеравао да Ноћна Сова изгледа страшније, а направио је и посебан Озимандијасов оклоп као пародију на гумена одела са мишићима коришћена у филму Бетмен и Робин (1997). Након што је трејлер за филм премијерно приказан у јулу 2008 године, председник Ди-Си комикса Пол Левиц је рекао да је компанија морала да одштампа више од 900.000 стрипова Надзирача у меким корицама како би задовољила додатну потражњу за овим графичким романом. Та бројка је доцније прерасла милион. Фокс је тужио Ворнер бродерсе због права на филм, али после су се нагодили тако да је Фокс добио 8,5 одсто зараде као и права на додатне спин-офове. Филм је марта 2009. премијерно приказан.
Приче о црном теретњаку су адаптиране као анимирани филм који су израдиле Ворнер премијер и Анимације Ворнер брос, а објављена је 24. марта 2009. године. Првобитно је био укључен уз сценарио за филм Надзирачи, али је на крају избачен због ограничења буџета, пошто би тај сегмент коштао још 20 милиона долара јер је Снајдер искључиво желео да га адаптира и стилизује како би подсећао на његов филм 300. Џерард Батлер, који је глумио главну улогу у филму 300, даје глас Капетана у анимираном филму. Батлер је требало да глуми и у самом филму, али то се није остварило. Џаред Харис даје глас преминулом пријатељу Ридлију, којег Капетан халуцинира. Снајдер је мислио да анимирани филм убаци ипак у финални рез, али се вилм већ приближавао трочасовном времену. Приче о црном теретњаку добила је и самостално ДВД издање. У неким ДВД издањима филма Надзирачи појављује се и овај филм као бонус прича.
Познати стрипски сценариста Лен Вин је написао сценариј за видео-игру Watchmen: The End Is Nigh која представља наставак стрипа.
Дејв Гибонс је постао саветник на Снајдеровом филму, али Мур је одбио да се његово име везује за било какве филмске адаптације његовога дела. Мур је изјавио да не занима Снајдерова адаптација. Рекао је за „Ентертајмент викли” 2008. године да постоје неки сегменти стрипа који одговарају искључиво стрипу као медију и да други медији то не могу да пренесу на ваљан начин. Иако је признао да је сценариј Дејвида Хејтера приближан његовом, он је тврдио да неће гледати филм ако буде био снимљен.

### Играни стрип
Године 2008. Ворнер брос је објавио Watchmen Motion Comics серију приповедачких анимација оригиналнох стрипа. Прво поглавље је објављено лета исте године у дигиталним видео-продавницама као што је iTunes Store. У марту 2009. године је објављен ДВД који обухвата целовиту серију у играном стрипу.

### Анимирани филм
Ворнер брос је најавила у апприлу 2017. године да развија анимира филм који неће бити препоручљив за млађе од 17 година. Филм је заснован на стрипу, али од ове објаве није постигнут даљи напредак.

### Универзум стреле
ХБО серија Надзирачи се спомиње на кросоверу Смак бесконачних светова серије Универзум стреле. Дешава се на Земљи-666, истој оној у којем се одиграва радња телевизијске серије Луцифер чија се радња дешава пре смака.

## Наслеђе
Надзирачи су остварили и критички и комерцијални успех. Један је од цењенијих дела у свету стрипа и неколико угледних критичара га назива највећом стриповском серијом и графичким романом свих времена. Поред тога што је једно од првих дела које је помогло популаризацији графичких романа, уз Бетмен: Повратак мрачног витеза, Надзирачи су такође постали једни од најпродаванијих графичких романа икада објављених. Они су били једини графички роман који је био на Тајмовој листи од 100 највећих романа свих времена 2005. године. Тајмов критичар Лев Гросман је описао стрип као причу од које срце лупа, која представља прекретницу стрипа као релативно младог медија. Четири године касније се појавио и на Тајмовој листи најбољих 10 графичких романа. Тада је Гросман написао да су Надзирачи највећи стрип о суперјунацима икада написан. Ентертајмент викли је 2008. године ставио Надзираче на 13. место своје листе најбољих 50 романа штампаних у последњих четврт века, описујући га као највећу суперјуначку причу икада испричану и доказ да стрипови нису штиво за инфалтилне већ да је то озбиљна књижевност. Комикс џорнал је рангирао овај стрип тек на 91. место на својој листи 100 најбољих стрипова на енглеском језику 20. столећа.
У књизи Art of the Comic Book: An Aesthetic History, Роберт Харви је написао да су са Надзирачима, Мур и Гибонс као никада раније демонстрирали способност стрипа као медија да исприча софистичирану причу која се може осмислити искључиво у том медију. У свом осврту на колекционарско апсолут издање, Дејв Ицкоф из Њујорк тајмса је написао да је мрачно наслеђе Надизирача оно које Мур готово сигурно никада није намеравао и да је тај стрип покренуо све црње и суморне приче о стриповским суперјунацима које су постале суштински елемент савременог стрипа. Сам Мур је рекао да су његове намере са Марвелменом и Надзирачима биле да ослободи стрипове и отвори их за нове и свеже идеје, стварајући тако више разноликости у свету стрипа показујући индустрији шта се може урадити са већ постојећим концептима и јунацима. Уместо тога, имао је супротан ефекат, узрокујући да су стрипови о суперујнацима завршили заглављени у депресивном гету мрачности и психозе, како оцењује Брок Вилбур. Године 2009, Лидија Милет из Вол Стрит џорнала је оспорила да су Надзирачи велико опште књижевно дело, иако је похвалила цртеж и боје. Она је истакла да илустрована приповест не може да парира уметничким вредностима књижевности.
Надзирачи је био један од два стрипа, уз Бетмен: Повратак мрачног витеза, који је инспирисао дизајнера Винсента Конара да направи електронски фонт слова назван комик санс.
Студио „Брајан Скен” је објавио пародију Watchmensch у којем стрип писац Рич Џонстон бележи дебату у вези са правима на стрип, оригиналних уговора и тренутних студијских спорова са Фоксом.
Септембра 2016. године је „Хаселин Букс” је објавио књигу Watching Time: The Unauthorized Watchmen Chronology аутора Рича Хендлија која пружа детаљну повест франшизе Надзирача.
Децембра 2017. године је „Ди-Си ентертајмент” објавио графички роман Watchmen: Annotated, потпуно анотирано црно-бело издање које је урађено по белешкама Лесли С. Клингер која је претходно радила Сендмена од Нила Гејмана. Издање садржи обимне материјале из оригиналних сценарија Алана Мура и написан је уз пуну сарадњу Дејва Гибонса.